# Кучебешь
Кучебешь — река в России, протекает в Ростовском районе Ярославской области. Впадает в озеро Неро.
Длина реки — 11 км. Исток реки находится в небольшом озере Красное. Река течёт на восток, минуя деревни Кустерь и Казарка. Пересекает железнодорожную и автомобильную дороги Москва — Ярославль южнее Ростова, местность перед железной дорогой покрыта сетью мелиоративных каналов. После пересечения дорог река впадает в залив Варус в юго-западной части озера Неро.

## Данные водного реестра
По данным государственного водного реестра России относится к Верхневолжскому бассейновому округу, водохозяйственный участок реки — Волга от Рыбинского гидроузла до города Кострома, без реки Кострома от истока до водомерного поста у деревни Исады, речной подбассейн реки — Волга ниже Рыбинского водохранилища до впадения Оки. Речной бассейн реки — (Верхняя) Волга до Куйбышевского водохранилища (без бассейна Оки).
Код объекта в государственном водном реестре — 08010300212110000011214.